# ФК „Белица“
ФК „Белица“ е футболен отбор от село Белица, Община Тутракан, област Силистра.
През сезон 2011-2012 отборът се класира на четвърто място в Североизточна В АФГ, а през сезон 2012-2013 достига до третото място.